# Люмінесцентне сортування
Люмінесцентне сортування — спеціальний метод збагачення корисних копалин.

Рентгенолюмінесцентний сепаратор (автори — Фінне, Красов)

Цей спосіб використовує відмінності в холодному свіченні (люмінесценції) мінералів під впливом рентгенівських або ультрафіолетових променів. У залежності від виду джерела випромінювання виділяють рентгенолюмінесцентне (РЛ) і фотолюмінесцентне (ФЛ) сортування.
Спектральний склад люмінесцентного свічення залежить:
- від будови кристалічних ґраток мінералу (його властивостей);
- вмісту люмінесцюючих домішок (люміногенів);
- вмісту домішок-гасителів люмінесценції;
- умов дослідження (температури, вологості мінералу).

До мінералів, люмінесценція яких зумовлена кристалічними ґратками, відносять шеєліт, повеліт (мінерали, що містять вольфрам), алмази.
Іноді люмінесценція може бути викликана присутністю люміногенів (уран, рідкісноземельні елементи). Домішки заліза, нікелю іноді стають гасителями люмінесценції. Крім того, гасіння спостерігається при підвищенні температури. Нагрів алмазу до 1200 оС викликає повне гасіння свічення.
Люмінесцентний метод в основному застосовується для збагачення (доведення) руд, що містять алмази.
На рисунку показана схема рентгенолюмінесцентного сепаратора АРЛ-1 для доведення алмазів.